# Kamyszenka (rejon zawjałowski)
Kamyszenka (ros. Камышенка) – wieś (sieło) w Rosji, w Kraju Ałtajskim, w rejonie zawjałowskim. W 2021 liczyła 657 mieszkańców.